# Platymantis subterrestris
Espèce
Synonymes
- Cornufer subterrestris Taylor, 1922

Statut de conservation UICN

 EN B1ab(iii) : En danger
Platymantis subterrestris est une espèce d'amphibiens de la famille des Ceratobatrachidae.

## Répartition
Cette espèce est endémique de Luçon aux Philippines. Elle se rencontre dans le nord de l'île à une altitude comprise entre 1 850 et 2 200 m.

## Publication originale
- Taylor, 1922 : Additions to the herpetological fauna of the Philippine Islands, II. The Philippine journal of science, vol. 21, p. 257-303 (texte intégral).